# Exetastes rhampha
Exetastes rhampha är en stekelart som beskrevs av Henry Keith Townes, Jr. 1978. Exetastes rhampha ingår i släktet Exetastes och familjen brokparasitsteklar. Inga underarter finns listade i Catalogue of Life.